# Fundação Casa Grande - Memorial do Homem Kariri
A Fundação Casa Grande - Memorial do Homem Kariri é uma organização não governamental cultural e filantrópica fundada em Nova Olinda, no Ceará, por Rosiane Limaverde e Alemberg Quindins.

## História
A instituição foi fundada em dezembro de 1992, por Rosiane Limaverde e Alemberg Quindins, a partir da restauração da primeira casa da fazenda que deu origem ao município de Nova Olinda, no Ceará. 
A ONG fica em um prédio de estilo colonial que data do início do ciclo do couro no Nordeste, na Chapada do Araripe.
A Fundação Casa Grande - Memorial do Homem Kariri atua na formação educacional e cultural de crianças e jovens protagonistas em gestão cultural por meio de seus programas.
Entre as áreas de atuação, citam-se: Educação Infantil, Profissionalização de Jovens, Empreendedorismo Social, Geração de Renda Familiar e Sustentabilidade Institucional.

## Reconhecimento
- A instituição integra a Rede Cearense Cultura Viva e foi chancelada como Ponto de Cultura do Estado do Ceará, integrando a Lei Cultura Viva - Lei N.º 16.602/2018.
- Na gestão do ministro Gilberto Gil, a Fundação foi reconhecida como primeiro Pontão de Cultura do Ceará pelo Ministério da Cultura.
- Em 2009, recebeu do Iphan o Título de Casa do Patrimônio da Chapada do Araripe.
- Seu fundador, Alemberg Quindins, recebeu comendas como a Ordem do Mérito Cultural (2004), Medalha do Mérito da Farroupilha (2007) e Medalha da Abolição (2017), bem como títulos de doutor Honoris Causa em Ciências Sociais pela Universidade Regional do Cariri – URCA (2018) e de Título de Notório Saber em Cultura Popular pela Universidade Federal do Ceará (2019).